# Fregaty typu Peder Skram
Fregaty typu Peder Skram – seria dwóch duńskich fregat z okresu zimnej wojny.
Okręty zostały zbudowane w Danii w Helsingør. Główne uzbrojenie stanowiły cztery działa uniwersalne kalibru 127 mm. Po modernizacji uzbrojono je w pociski przeciwlotnicze bliskiego zasięgu Sea Sparrow i pociski przeciwokrętowe Harpoon. 

## Historia
Fregaty typu Peder Skram były pierwszymi okrętami tej wielkości zbudowanymi w Danii po wojnie i również pierwszymi nowoczesnymi powojennymi okrętami bojowymi nabytymi przez marynarkę Danii. Zostały zbudowane z udziałem pomocy finansowej USA dla krajów NATO. Zaprojektowano je w Danii i zbudowano w stoczni Helsingør Jærnskibs- og Maskinbyggeri w Helsingør.
W latach 1976–78 oba okręty poddano modernizacji, instalując zamiast części artylerii uzbrojenie rakietowe.
| Nazwa (znak taktyczny) | Położenie stępki | Data wodowania  | Wejście do służby | Los                                 |
| ---------------------- | ---------------- | --------------- | ----------------- | ----------------------------------- |
| Peder Skram (F352)     | 25 września 1964 | 20 maja 1965    | 30 czerwca 1966   | wycofany w latach 90., okręt-muzeum |
| Herlulf Trolle (F353)  | 18 grudnia 1964  | 4 września 1965 | 16 kwietnia 1967  | skreślony w 1995                    |

## Opis

### Opis ogólny i architektura

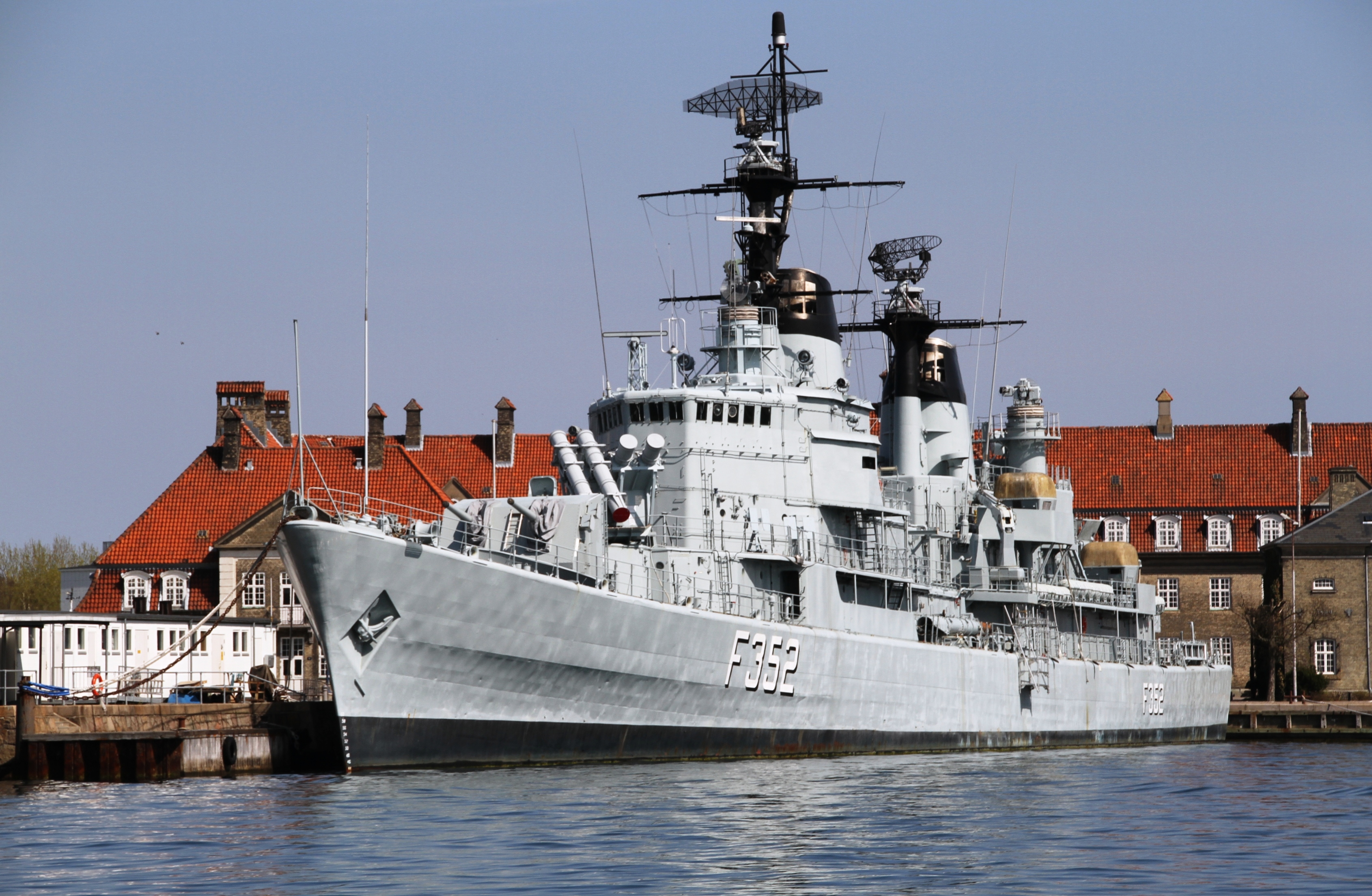
„Peder Skram” po modernizacji jako okręt-muzeum

Okręty miały kadłub gładkopokładowy ze wzniosem pokładu na dziobie i niewielkim wzniosem na rufie oraz mocno wychyloną prostą dziobnica. Na pokładzie dziobowym znajdowała się wieża artylerii, a pierwotnie za nią druga w superpozycji na piętrze nadbudówki. Na większej części długości okrętu rozciągała się masywna grupa kilkukondygnacyjnych nadbudówek. W jej przedniej części znajdowała się nadbudówka dziobowa z przeszklonym pomostem nawigacyjnym, stanowiąca podstawę dla masztu i połączona z przednim kominem w jej tylnej części. Najbardziej wyróżniającym okręty elementem były dwa szeroko rozstawione stożkowate kominy o różnym kształcie i wysokości, z czego pierwszy większy, malowane w górnej części na czarno. Przed drugim kominem był drugi mały maszt, stanowiący podstawę dla radarów. Na pokładzie rufowym po modernizacji zamontowano wyrzutnię pocisków przeciwlotniczych RIM-7 Sea Sparrow.
Wyporność standardowa wynosiła 2200 ton, a pełna 2720 ton. Inne źródła podają wyporność standardową 2030 ton. Długość całkowita wynosiła 112,6 m, natomiast na linii wodnej 108 m. Szerokość wynosiła 12 m, a zanurzenie 4,3 m. 

### Uzbrojenie

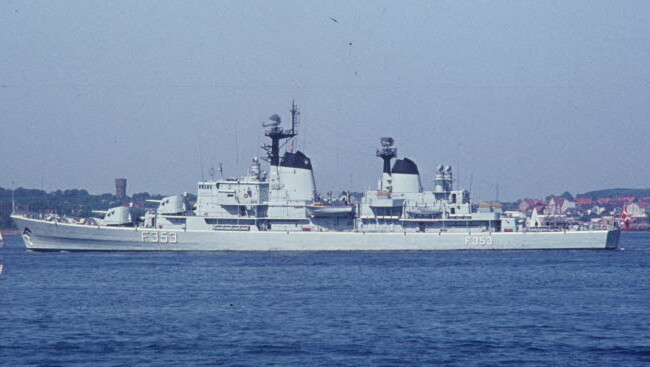
Fregata „Herlulf Trolle” w 1970 z pierwotnym uzbrojeniem artyleryjskim

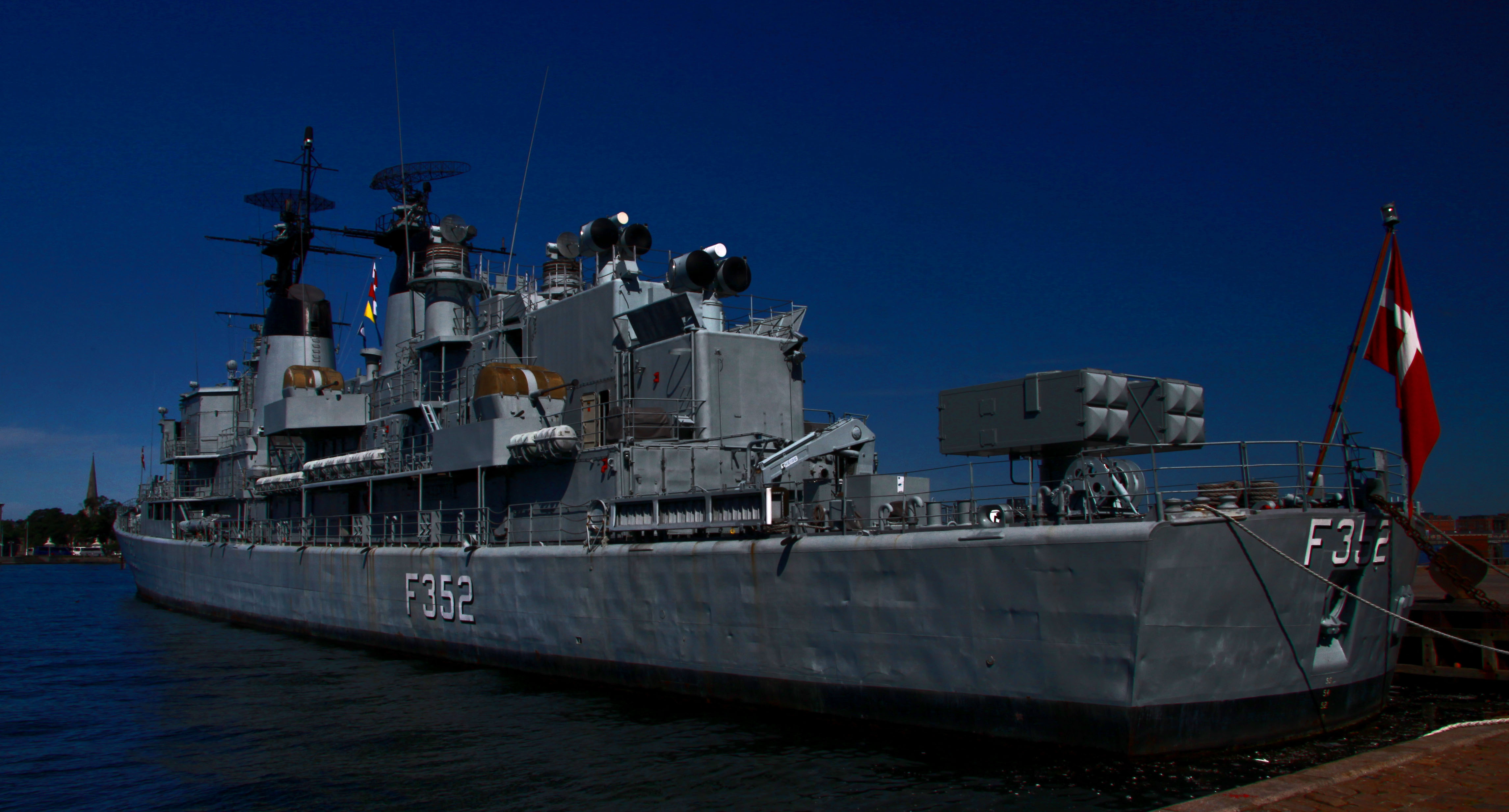
„Peder Skram” po modernizacji od rufy

Pierwotnie okręty nie posiadały uzbrojenia rakietowego, a główne uzbrojenie artyleryjskie stanowiły cztery amerykańskie armaty uniwersalne kalibru 127 mm (5 cali) o długości lufy L/38 (38 kalibrów). Zamontowane były w dwóch wieżach dwudziałowych Mk 38 umieszczonych w superpozycji na dziobie. Uzupełniały je cztery pojedyncze armaty przeciwlotnicze 40 mm Bofors w wieżach po obu stronach tylnego komina (wyżej) i nadbudówki rufowej (niżej).
Początkowo okręty posiadały jedną potrójną wyrzutnię torped kalibru 533 mm, zastąpioną następnie przez dwie podwójne wyrzutnie tego samego kalibru zamontowane na pokładzie na burtach. Służyły one głównie do odpalania torped do zwalczania okrętów podwodnych. Według projektu miały otrzymać także wyrzutnię rakietowych bomb głębinowych Terne, lecz zrezygnowano z niej. Uzbrojenie przeciw okrętom podwodnym uzupełniały klasyczne bomby głębinowe.

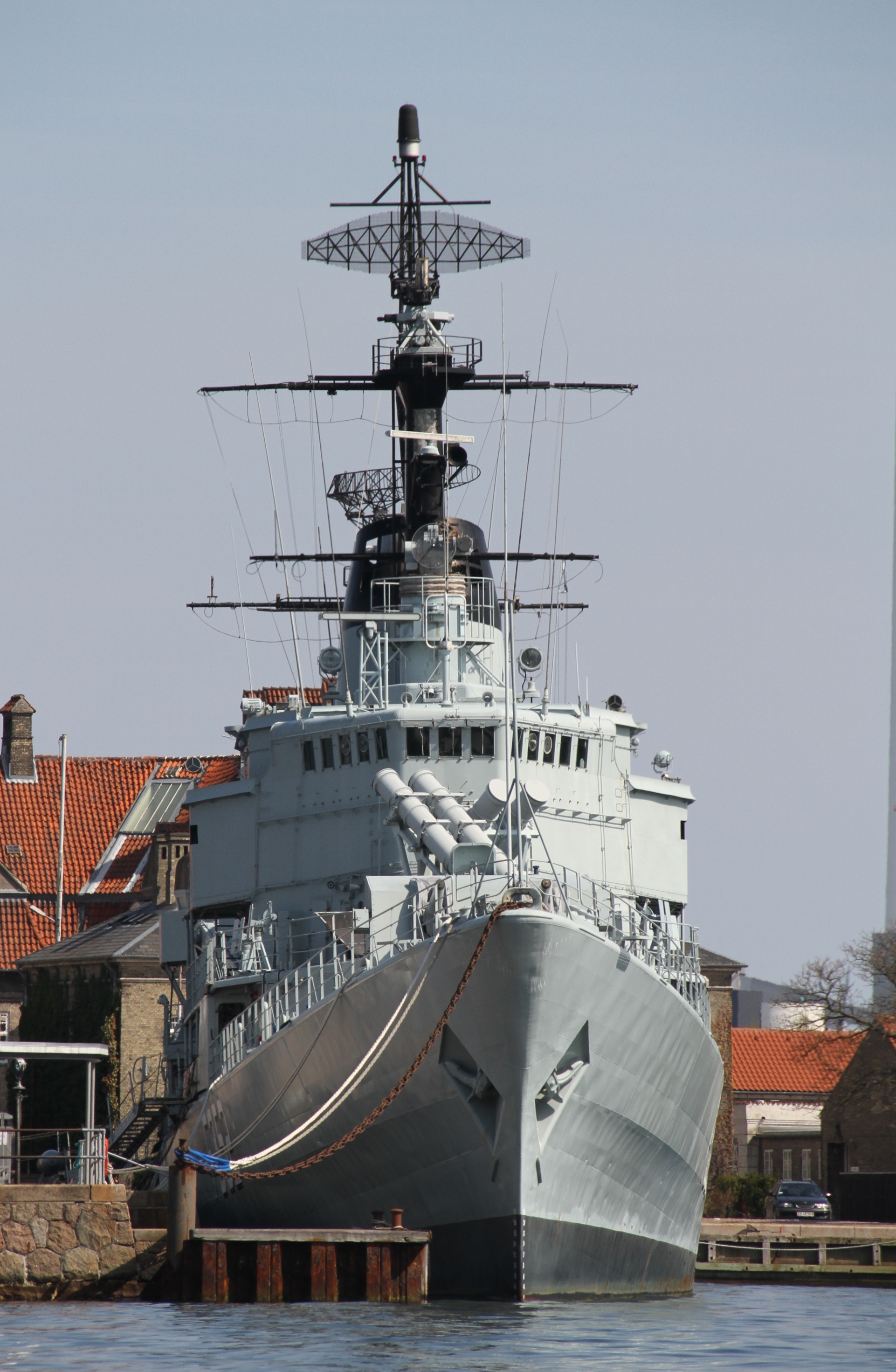
„Peder Skram” od dziobu – widoczne anteny

W latach 1976–77 „Herlulf Trolle”, a w latach 1977-78 „Peder Skram” przeszły modernizację, w trakcie której usunięto drugą wieżę dwóch dział kalibru 127 mm i zamontowano w tym miejscu, na piętrze nadbudówki dziobowej dwa typowe bloki po cztery rurowe wyrzutnie amerykańskich pocisków przeciwokrętowych Harpoon. Przy tym, jeden blok wyrzutni ustawiono w kierunku do przodu, a drugi do tyłu. Na pokładzie rufowym natomiast zamontowano wyrzutnię pocisków przeciwlotniczych krótkiego zasięgu RIM-7 Sea Sparrow, z ośmioma kontenerami startowymi. Według części źródeł, dwururowe wyrzutnie torped kalibru 533 mm zamieniono na trzyrurowe szwedzkie wyrzutnie kalibru 324 mm.

### Napęd
Fregaty otrzymały mieszany układ napędowy w układzie CODOG, składający się z silników wysokoprężnych dla prędkości ekonomicznej i turbin gazowych dla prędkości maksymalnej, pracujących na dwa wały śrub. Dwie amerykańskie turbiny gazowe Pratt & Whitney GG 4A-3 miały łączną moc maksymalną 44 000 KM. Napęd marszowy stanowiły dwa silniki wysokoprężne General Motors 16-567D o mocy łącznej 4800 KM. Prędkość maksymalna na turbinach gazowych wynosiła 32 węzły, a prędkość ekonomiczna na silnikach 18 węzłów. Zasięg wynosił 2500 mil morskich przy prędkości 18 w i 800 Mm przy 28 w.

### Wyposażenie
- radar dozoru ogólnego: CWS-2 i CWS-3[1] albo dwa CWS-3[3]
- radar taktyczny: NWS-1[3]
- radar nawigacyjny: NWS-2[3]
- radary kierowania ogniem artylerii: trzy CGS-1[3]
- stacja hydrolokacyjna: PMS-26[3]

## Skrót służby
Okręty weszły do służby w marynarce Danii w latach 1966-67 i uczestniczyły w jej ćwiczeniach oraz wspólnych manewrach państw NATO.
11 czerwca 1980 roku „Peder Skram” ze stawiaczem min „Falster” przechwycił w rejonie wyspy Hesselø, i agresywnie manewrując, zmusił do wycofania polski okręt dowodzenia desantem ORP „Grunwald” wykonujący prawdopodobnie misję rozpoznawczą wybrzeża Danii.
W 1987 roku okręty wycofano do rezerwy. „Peder Skram” został zachowany jako okręt-muzeum w Kopenhadze.